# Georg Zachariades
Georg Zachariades (1880 – 1900) foi um patinador artístico austríaco. Zachariades conquistou duas medalhas de bronze em campeonatos europeus, e foi bicampeão alemão (1892–1893).

## Principais resultados
| Resultados         | Resultados        | Resultados        | Resultados       | Resultados    | Resultados    | Resultados    | Resultados    | Resultados    | Resultados    | Resultados    | Resultados    | Resultados    |
| Internacional      | Internacional     | Internacional     | Internacional    | Internacional | Internacional | Internacional | Internacional | Internacional | Internacional | Internacional | Internacional | Internacional |
| Evento/Temporada   | 1891– 1892        | 1892– 1893        | 1893– 1894       |               |               |               |               |               |               |               |               |               |
| ------------------ | ----------------- | ----------------- | ---------------- | ------------- | ------------- | ------------- | ------------- | ------------- | ------------- | ------------- | ------------- | ------------- |
| Campeonato Europeu | Medalha de bronze | Medalha de bronze | 4.º              |               |               |               |               |               |               |               |               |               |
| Nacional           |                   |                   |                  |               |               |               |               |               |               |               |               |               |
| Campeonato Alemão  | Medalha de ouro   | Medalha de ouro   | Medalha de prata |               |               |               |               |               |               |               |               |               |
|                    |                   |                   |                  |               |               |               |               |               |               |               |               |               |